# Fenella
Fenella is een geslacht van  echte bladwespen (familie Tenthredinidae).

## Soorten
- F. arenariae Zombori, 1978
- F. catenata Zombori, 1978
- F. continuata Zombori, 1978
- F. granulata Benson, 1953
- F. minuta (Dahlbom, 1835)
- F. monilicornis (Dahlbom, 1835)
- F. nigrita Westwood, 1839